# Hermògenes (oficial)
Hermògenes (en llatí: Hermogenes, en grec antic: Ἑρμογένης) va ser un oficial romà que va voler deposar Pau, bisbe de Constantinoble l'any 342.
L'emperador (probablement Constanci II) va convocar un concili que va anul·lar l'elecció del bisbe Pau. El patriarca va ser deposat i enviat al Pont i el va substituir Eusebi, bisbe de Nicomèdia. Quan Eusebi va morir l'any 342, el poble va fer restaurar Pau que sembla que s'havia escapat del seu exili i havia anat a Roma. Els bisbes arrians van elegir bisbe a Macedoni de Tràcia. Tot això va portar disturbis, mentre l'emperador Constanci era absent. El magister militum Hermògenes, va intentar expulsar Pau, però va morir a mans de la multitud en el tumult que es va produir aleshores.